# ドヤドヤサー

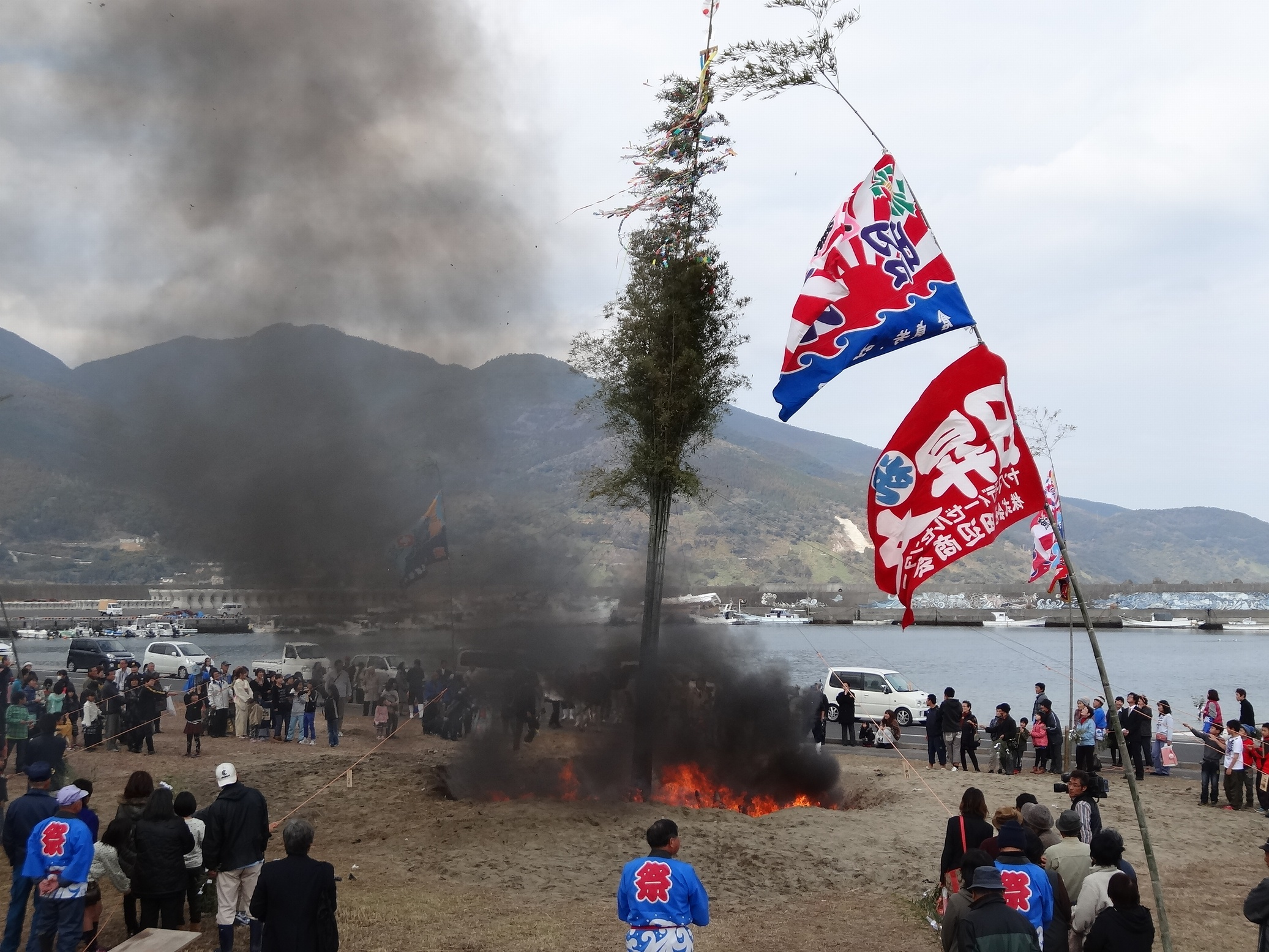
ドヤドヤサー（2014年）

ドヤドヤサーは、鹿児島県肝付町の旧内之浦町市街地で、毎年1月7日の午後2時に行われる祭り。鹿児島県の各地で行われる鬼火焚きの一種である。1993年に内之浦町の無形民俗文化財に指定されている。

## 流れ
約15メートルの孟宗竹13本を主柱とし、干支にちなんだ12本の縄を放射状に張り、参加者は12本の縄を誕生月ごとに握る。孟宗竹の先端には日の丸の扇や五色の布、折り紙などが飾られ、竹柱の周りには参加者の正月飾りやお札などが積まれる。
お祓いを済ませ、午後2時に火を焚き上げ厄払いをする。竹柱が焼けて倒れた後は、笹や飾りは魔除けに、孟宗竹は輪切りにして貯金箱として利用する。

## 歴史
江戸時代より戦前（1941年ごろ）までは、浦町（漁業中心の地域）に位置する上町・下町・上向の3集落で正月行事として行われていたが、戦後に途絶える。1976年に仲町振興会の長友繁男が主導となって35年ぶりにドヤドヤサーを復活させ、以後は内之浦町振興会（2003年時点）が主催として行われている。